# Topologia differenziale
In matematica, la topologia differenziale è una parte della topologia che usa gli strumenti del calcolo infinitesimale. L'oggetto principalmente studiato è la varietà differenziabile, una generalizzazione a più dimensioni delle curve e delle superfici. 
La geometria differenziale è un settore contiguo ed in parte sovrapposto, che studia le varietà da un punto di vista più "rigido": in geometria differenziale si introducono e studiano concetti geometrici come quello di angolo, distanza, geodetica, curvatura, che non sono presenti in topologia.
Parallelamente, la topologia algebrica e la geometria algebrica applicano gli strumenti dell'algebra alla topologia e alla geometria. In molti casi, l'uso dell'algebra e del calcolo infinitesimale danno risultati analoghi, benché espressi con formalismi completamente diversi.

## Varietà differenziabili
Una varietà differenziabile è uno spazio topologico che è localmente come lo spazio euclideo, e tutti questi "spazi euclidei locali" sono "incollati" fra loro tramite funzioni differenziabili (e non solamente continue). Questa richiesta tecnica permette di usare numerosi risultati di analisi per dimostrare molti teoremi. Ad esempio, permette di usare strumenti quali lo Jacobiano, il gradiente, e il teorema di invertibilità locale.
Un tipico esempio di varietà differenziabile è una curva o una superficie nello spazio tridimensionale. Per questi esempi è importante notare che, a differenza della geometria differenziale, ciò che descrive l'oggetto è soprattutto la sua forma (cioè topologia), e non altre proprietà collegate ad angoli e distanze.

## Le funzioni
Le funzioni tra varietà differenziabili che sono maggiormente trattabili sono le funzioni differenziabili. Le funzioni differenziabili non presentano "patologie" tipiche di alcune funzioni continue, come ad esempio la curva di Peano. 
Ad esempio, usando la differenziabilità si possono definire dei concetti topologicamente molto importanti, come il grado topologico. Lo stesso concetto può essere definito con tecniche completamente diverse nell'ambito della topologia algebrica.

## Strutture
Grazie al calcolo infinitesimale, è possibile estendere alle varietà numerosi concetti dell'analisi validi per lo spazio euclideo. Si estende il concetto di tangenza, e si definiscono lo spazio tangente, i campi vettoriali, i fibrati. Tramite i fibrati vengono quindi definite le forme differenziali.